# Olmedo
Olmedo là một đô thị ở tỉnh Sassari trong vùng Sardinia, có khoảng cách khoảng 170 km về phía tây bắc của Cagliari và cách khoảng 15 km về phía tây nam của Sassari. Tại thời điểm ngày 31 tháng 12 năm 2004, đô thị này có dân số 3.041 người và diện tích là 33,7 km².
Olmedo giáp các đô thị: Alghero, Sassari, Uri.